# Église Saint-Nicolas de Cortone
L'église Saint-Nicolas (italien : chiesa di San Niccolò) est un édifice religieux catholique situé dans la rue du même nom à Cortone, dans la province d'Arezzo en Toscane, en Italie.

## Histoire et description
Son histoire est liée à Saint Bernardin de Sienne qui a fondé la Compagnia di San Niccolò en 1440.
L'église donne sur un grand cimetière rectangulaire fermé à gauche par la montagne et à droite par un mur d'où l'on peut admirer un panorama. Elle est précédée d'un portique qui se développe sur le côté gauche et sur la façade.
L'intérieur a été complètement remodelé entre le XVIIe et le XVIIIe siècle : il comporte trois autels de style baroque et un plafond à caissons de 1768. Sur l'autel principal se trouve la bannière de la Compagnia di San Niccolò peinte vers 1510 par Luca Signorelli sur deux côtés: à l'avant se trouve une Lamentation sur le Christ mort, à l'arrière une Vierge à l'enfant avec les saints Pierre et Paul.